# (466533) 2014 SH57
(466533) 2014 SH57 es un asteroide perteneciente al cinturón de asteroides, descubierto el 1 de febrero de 2009 por el equipo Spacewatch desde el Observatorio Nacional de Kitt Peak (Arizona, Estados Unidos).